# Generali Ladies Linz 2013
Il Generali Ladies Linz 2013 è stato un torneo di tennis che si è giocato sul cemento indoor. È stata la 27ª edizione del Generali Ladies Linz, che fa parte della categoria WTA International nell'ambito del WTA Tour 2013. Si è giocato a Linz, in Austria, dal 5 al 13 ottobre 2013.

## Partecipanti

### Teste di serie
| Nazionalità | Giocatore            | Ranking* | Testa di serie |
| ----------- | -------------------- | -------- | -------------- |
| Germania    | Angelique Kerber     | 9        | 1              |
| Stati Uniti | Sloane Stephens      | 13       | 2              |
| Serbia      | Ana Ivanović         | 14       | 3              |
| Spagna      | Carla Suárez Navarro | 15       | 4              |
| Belgio      | Kirsten Flipkens     | 19       | 5              |
| Romania     | Sorana Cîrstea       | 21       | 6              |
| Slovacchia  | Dominika Cibulková   | 23       | 7              |
| Slovacchia  | Daniela Hantuchová   | 31       | 8              |

* Ranking al 30 settembre 2013

### Altre partecipanti
Giocatrici che hanno ricevuto una Wild card:
- Angelique Kerber
- Melanie Klaffner
- Patricia Mayr-Achleitner

Giocatrici passate dalle qualificazioni:

- Camila Giorgi
- Aleksandra Krunić
- Katarzyna Piter
- Kristýna Plíšková

## Campionesse

### Singolare
Angelique Kerber ha sconfitto in finale  Ana Ivanović per 6-4, 7–6(6).
- È il terzo titolo in carriera per la Kerber.

### Doppio
Karolína Plíšková /  Kristýna Plíšková hanno sconfitto in finale  Gabriela Dabrowski /  Alicja Rosolska per 7–6(6), 6–4.